# نزاعات حدودية مصرية
تقع جمهورية مصر العربية في أقصى الشمال الشرقي لقارة أفريقيا، وتطل على كل من الساحل الجنوبي الشرقي للبحر المتوسط والساحل الشمالي الغربي للبحر الأحمر، وتشترك مصر بحدودها البرية مع خمس دول هي ليبيا والسودان وفلسطين وإسرائيل والأردن والسعودية، وتثير هذه الحدود عدداً من التوترات بين الحين والآخر، وتتمثل أهم مصادر هذه التوترات في عدة قضايا تم إنهاء بعضها بطرق سلمية ولا يزال بعضها الآخر محل جدال.

## نزاعات منقضية

### طابا
عقب حرب أكتوبر عقدت في 1979 اتفاقية السلام بين مصر وإسرائيل، والتي بموجبها بدأت إسرائيل انسحابها من سيناء، وفي أواخر عام 1981 الذي كان يتم خلاله تنفيذ المرحلة الأخيرة من مراحل هذا الانسحاب، سعى الجانب الإسرائيلي إلى افتعال أزمة تعرقل هذه المرحلة، وتمثل ذلك بإثارة مشكلات حول وضع 14 علامة حدودية أهمها العلامة (91) في طابا، الأمر الذي أدى لإبرام إتفاق في 25 أبريل 1982 والخاص بالإجراء المؤقت لحل مسائل الحدود، والذي نصَّ على عدم إقامة إسرائيل لأي إنشاءات وحظر ممارسة مظاهر السيادة، وأن الفصل النهائي في مسائل وضع علامات الحدود المختلف عليها يجب أن يتم وفقاً لأحكام المادة السابعة من معاهدة السلام المبرمة بين البلدين، والتي تنص على حل الخلافات بشأن تطبيق أو تفسير المعاهدة عن طريق المفاوضات، وأنه إذا لم يتيسر حل هذه الخلافات بالمفاوضات فتحل عن طريق التوفيق أو تحال إلى التحكيم. وبعد 3 أشهر من هذا الإتفاق افتتحت إسرائيل فندق سونستا وقرية سياحية وأدخلت قوات حرس الحدود. فقامت الحكومة المصرية بالرد عن طريق تشكيل اللجنة القومية للدفاع عن طابا أو اللجنة القومية العليا لطابا، وتشكّلت بالخارجية المصرية لجنة لإعداد مشارطة التحكيم، وعقب قرار مجلس الوزراء الإسرائيلي بالموافقة على التحكيم، تم توقيع إتفاقية المشارطة بمشاركة شمعون بيريز في 11 سبتمبر 1986، والتي قبلتها إسرائيل بضغط من الولايات المتحدة. وهدفت مصر من تلك المشارطة إلى إلزام الجانب الإسرائيلي بتحكيم وفقاً لجدول زمني محدد بدقة، وحصر مهمة هيئة التحكيم في تثبيت مواقع العلامات ال14 المتنازع عليها. وفي 29 سبتمبر 1988 تم الإعلان عن حكم هيئة التحكيم في جنيف بسويسرا في النزاع حول طابا، وجاء الحكم في صالح مصر مؤكداً أن طابا مصرية، وفي 19 مارس 1989 كان الاحتفال التاريخي برفع علم مصر معلناً السيادة على طابا وإثبات حق مصر في أرضها.

### تيران وصنافير
ظلّت الجزيرتان تحت الإدارة المصرية حتى تم توقيع اتفاقية تعيين الحدود البحرية بين مصر والسعودية في أبريل 2016 والتصديق عليها في يونيو 2017 والتي أثارت جدلاً واسعاً داخل المجتمع المصري فيما عُرف بقضية تيران وصنافير، لما يترتب عليها من وقوع جزيرة تيران وجارتها صنافير داخل الحدود البحرية السعودية، حيث ظهر اختلاف وجدل بين طوائف الشعب المصري حول هذه الاتفاقية، انقسموا بين معارضين ومؤيدين لسريانها. قام المعارضين برفع قضية لإلغاء هذه الاتفاقية أمام محكمة القضاء الإداري وانتهى هذا المسار إلى قرار المحكمة الإدارية العليا ببطلان هذه الاتفاقية، وبشكل موازي قام المؤيدين للاتفاقية برفع قضية أمام محكمة الأمور المستعجلة، وانتهى هذا المسار إلى إسقاط أسباب حكم المحكمة الإدارية العليا القاضي ببطلان توقيع الاتفاقية، واستمرار سريانها، ومع وجود حكمين قضائيين متناقضين وافق مجلس الوزراء المصري على الاتفاقية وأحالها إلى مجلس النواب في 29 ديسمبر 2016، الذي وافق عليها بدوره بعد تصويت أجري بالجلسة العامة في 14 يونيو 2017، وصدّق عليها الرئيس عبد الفتاح السيسي في 24 يونيو 2017،

## نزاعات دائرة

### حلايب وشلاتين
تقع منطقة حلايب وشلاتين على الحدود الرسمية بين مصر والسودان، وتبلغ مساحتها 20 ألف كيلو متر مربع على ساحل البحر الأحمر، ويعود تعيين الخط الحدودي الفاصل بين البلدين إلى الوجود البريطاني المتزامن في مصر والسودان، حيث وقعت اتفاقية السودان بين مصر وبريطانيا في 19 يناير 1899، والتي وقعها عن مصر بطرس غالي وزير خارجيتها في ذلك الحين، وعن بريطانيا اللورد كرومر المعتمد البريطاني لدى مصر، ونصّت المادة الأولى من الاتفاقية على أن الحد الفاصل بين مصر والسودان هو خط عرض 22 درجة شمالاً، والذي يمتد حتى ساحل البحر الأحمر وتحديدا عند ميناء «عيذاب» المصري وهو ما يجعل حلايب وشلاتين داخل الحدود المصرية. في يونيو 1902 أصدر ناظر الداخلية المصري قراراً بإدخال بعض التعديلات الإدارية على خذا الخط بعد تشكيل لجنة فنية برئاسة مدير أسوان (مصري) وثلاثة مفتشين أحدهم من الداخلية المصرية وواحد يمثل حكومة السودان وثالث يمثل خفر السواحل المصرية، وعلى ضوء تقرير هذه اللجنة أصدر ناظر الداخلية المصري قراره بتمكين السودان من إدارة تلك المناطق بغرض منح التسهيلات الإدارية لتحركات أفراد قبائل البشارية السودانية والعبابدة المصرية على جانب الخط، وقد أفرزت تلك التعديلات ما يسمى بمشكلة حلايب وشلاتين.
بقي الأمر على ما هو عليه حتى استقلال السودان في 1 يناير 1956، حيث أثير النزاع الحدودي بين مصر والسودان حول حلايب في يناير 1958، عندما أرسلت الحكومة المصرية مذكرة إلى الحكومة السودانية اعترضت فيها على قانون الانتخابات الجديد الذي أصدره السودان في 27 فبراير 1958. وأشارت المذكرة إلى أن القانون خالف اتفاقية 1899 بشأن الحدود المشتركة إذ أدخل المنطقة الواقعة شمال مدينة وادي حلفا والمنطقة المحيطة بحلايب وشلاتين على سواحل البحر الأحمر ضمن الدوائر الانتخابية السودانية، وطالبت حينها مصر بحقها في هذه المناطق التي يقوم السودان بإدارتها شمال خط عرض 22 درجة، وكانت هذه هي المرة الأولى التي أعلن فيها نزاع على الحدود بين البلدين. في 18 فبراير عام 1958 قام الرئيس المصري جمال عبد الناصر بإرسال قوات إلى المنطقة وقام بسحبها بعد فترة قصيرة إثر اعتراض الخرطوم. وظهر النزاع إلى السطح مرة أخرى في عام 1992 عندما اعترضت مصر على إعطاء حكومة السودان حقوق التنقيب عن البترول في المياه المقابلة لمثلث حلايب لشركة كندية. فقامت الشركة بالانسحاب حتى يتم الفصل في مسألة السيادة على المنطقة. وفي يوليو 1994 أرسلت السودان مذكرة للأمم المتحدة ومجلس الأمن ومنظمة الاتحاد الأفريقي وجامعة الدول العربية، تشتكي الحكومة المصرية بتسعة وثلاثون غارة شنتها القوات المصرية في الحدود السودانية، منذ تقديم الحكومة السودانية بمذكرة سابقة في مايو 1993. رفض الرئيس المصري حسني مبارك في 1995 مشاركة الحكومة المصرية في مفاوضات وزراء خارجية منظمة الاتحاد الأفريقي في إديس أبابا لحل النزاع الحدودي. وفي نفس العام أمر الرئيس المصري بمحاصرة وطرد القوات السودانية من حلايب وفرض الحكومة المصرية إدارتها على المنطقة. وفي عام 2000 قامت السودان بسحب قواتها من حلايب وقامت القوات المصرية بفرض سيطرتها على المنطقة منذ ذلك الحين. وأقيمت الانتخابات البرلمانية المصرية لعام 2011 وشملت حلايب وشلاتين.
أكدت مصر أن التعديلات الإدارية التي جرت على الحدود المشتركة بينها وبين السودان تمت من الناحية الرسمية لأغراض إنسانية وهي التيسير للقبائل التي تعيش على جانبي خط الحدود، وهي لا تزيد عن كونها مجرد قرارات إدارية عادية صدرت استجابة لرغبات المسئولين المحليين في المناطق المتنازع عليها واقتصر أثرها على هذا الدور فقط. ووفقا لذلك القرار الإداري الصادر عن ناظر الداخلية المصري في عام 1902 تنازلت مصر للسودان كدولة مجاورة لها عن إدارة بعض أجزاء من إقليمها وبموجب هذا التنازل تقوم الدولة المتنازل لها بمباشرة سلطاتها الإدارية علي هذه الأجزاء، دون أن يؤثر ذلك علي حقوق السيادة الإقليمية الثابتة للدولة المتنازلة عن هذه الأجراء. كما طرحت مصر أن ادعاء السودان بأنها مارست سيادتها الفعلية علي مثلث حلايب وشلاتين وأبو رماد منذ عام 1902، لا يعد سببا كافيا لاكتساب السودان السيادة علي الإقليم بحدوده المعنية، فاكتساب السيادة الفعلية علي الإقليم يجب أن يباشر بطريقة سلمية هادئة ودونما احتجاج أو منازعة من قبل الغير. والسلوك اللاحق لمصر تجاه الإجراءات التنفيذية التي اتخذتها السلطات السودانية في مثلث حلايب ولأول مرة عام 1958 يكشف عن أن مصر لم تزعن أو تقبل هذه الإجراءات السودانية، حيث قدمت الخارجية المصرية احتجاجا رسميا لحكومة السودان وصدرت العديد من الإعلانات والبيانات عن الحكومة المصرية ترفض مثل هذا الإجراء. ولم يكن الاحتجاج المصري علي الإجراءات السودانية متباطئا أو متأخرا، وذلك للحؤول دون ادعاء السلطات السودانية أنها حازت حيازة فعلية هادئة مستقرة لهذا الإقليم من الأراضي المصرية. كما أن إدارة السودان للمثلث المتنازع عليه منذ عام 1902 لا يعد إدارة من جانب دولة مستقلة ذات شخصية قانونية معترف بها، لكونه إقليما ناقص السيادة، ولم تبرم مصر أية معاهدات أو اتفاقيات دولية سواء بين مصر وبريطانيا أو بين السودان ومصر في جميع المراحل الزمنية والتاريخية لإضفاء صفة (دولية) على التعديلات الحدودية الإدارية.
رفضت أكبر القبائل التي تسكن مثلث حلايب وهم الرشايدة، العبابدة، البشايرة قرار المفوضة القومية للانتخابات السودانية والتي تحدثت عن أحقيتهم بالمشاركة في الانتخابات وأعلنت القبائل الثلاثة أثناء احتفالهم بانتصارات أكتوبر عام 2009 أنهم مصريون 100%. كما شاركوا بجميع المحافل الانتخابية المصرية. ورغم التباين في وجهات النظر بين الجانبين المصري والسوداني حول أحقية كل منهما للسيادة على هذه المنطقة، فإن أي من البلدين لم يتخذ خطوة واحدة نحو عرض هذه المشكلة علي محكمة العدل الدولية، أو أي من محاكم التحكيم الدولية، كما حرص البلدان على استمرار العلاقات الأخوية والروابط التاريخية بين الشعبين الجارين وذلك من خلال اللجوء إلى الوسائل السياسية والقنوات الدبلوماسية لحل النزاع.